# Kisgyőr
Kisgyőr este un sat în districtul Miskolc, județul Borsod-Abaúj-Zemplén, Ungaria, având o populație de 1.693 de locuitori (2011). 

## Demografie
Componența etnică a satului Kisgyőr
     Maghiari (92,93%)
     Romi (6,23%)
     Necunoscut (0,51%)
     Germani (0,32%)
     Alții (0,51%)
Componența confesională a satului Kisgyőr
     Reformați (50,68%)
     Romano-catolici (16,89%)
     Fără religie (6,44%)
     Greco-catolici (1,24%)
     Necunoscută (24,16%)
     Atei (0,59%)
     Alte religii (3,43%)
Conform recensământului din 2011, satul Kisgyőr avea 1.693 de locuitori. Din punct de vedere etnic, majoritatea locuitorilor (92,93%) erau maghiari, cu o minoritate de romi (6,23%). Apartenența etnică nu este cunoscută în cazul a 0,51% din locuitori.  Din punct de vedere confesional, majoritatea locuitorilor (50,68%) erau reformați, existând și minorități de romano-catolici (16,89%), persoane fără religie (6,44%) și greco-catolici (1,24%). Pentru 24,16% din locuitori nu este cunoscută apartenența confesională.